# Erlenbruch und Schlosswiesen Rheda
Das Naturschutzgebiet Erlenbruch und Schlosswiesen Rheda an der Ems ist ein Gebiet mit einer Größe von 26,259 ha am Schloss Rheda in Rheda-Wiedenbrück im Kreis Gütersloh. Es wird mit der Nummer GT-016 geführt.
Es wurde 1987 zur Erhaltung von Lebensgemeinschaften und -stätten wildlebender Pflanzen und Tierarten und wegen deren Seltenheit als Schutzgebiet ausgewiesen. Wie die Karte darstellt, besteht ein Erlen-Bruchwald westlich der Ems und auf deren Ostufer ein ausgedehntes Wiesengelände. Beiden Landschaftsteilen gemein ist, dass sie unter dem Einfluss hoch stehenden Grundwassers stehen, infolge der an der Rhedaer Schlossmühle aufgestauten Ems. In beiden Teilen gibt es je eine durchgehende Wegeverbindung, die durch eine Fuß- und Radbrücke über die Ems miteinander verbunden sind.